# Lutzomyia disiuncta
Lutzomyia disiuncta är en tvåvingeart som beskrevs av Morales A., Osorno F. de, Osorno-mesa E. A. 1974. Lutzomyia disiuncta ingår i släktet Lutzomyia och familjen fjärilsmyggor.
Artens utbredningsområde är Colombia. Inga underarter finns listade i Catalogue of Life.